# Heage
Heage – wieś w Anglii, w hrabstwie Derbyshire, w dystrykcie Amber Valley. Leży 14 km na północ od miasta Derby i 193 km na północny zachód od Londynu. Miejscowość liczy 3000 mieszkańców.